# 桑山聖生
桑山 聖生（くわやま としき、1996年6月6日 - ）は、ジャパンラグビーリーグワン東芝ブレイブルーパス東京に所属するラグビー選手。

## プロフィール
- 鹿児島県鹿児島市出身[1]。
- ポジションはウィング (WTB)・フルバック (FB)。
- 身長: 184 cm、体重: 95 kg
- 7人制日本代表に選ばれたことがある[2]。
- U20日本代表に選ばれたことがある[3]。
- 弟の淳生もラグビー選手[4] で現在チームメイト。

## 略歴
小学4年生からラグビーを始めた。
2014年、ユースオリンピックの男子セブンズユース日本代表メンバーに選ばれた。
2015年、鹿児島実業高校卒業後、早稲田大学に入る。なお鹿児島実業高校時代、副将を務めた。
2019年、早稲田大学卒業後、東芝ブレイブルーパス(現・東芝ブレイブルーパス東京)に加入。
2020年1月12日にジャパンラグビートップリーグ第1節サントリーサンゴリアス戦に先発出場で公式戦初出場を果たす。